# Kaukola (Kotka)
Pour les articles homonymes, voir Kaukola.
Kaukola est un quartier de l'ouest de Kotka en Finlande.

## Présentation
Kaukola est situé dans la partie ouest de Kotka, à l'ouest du bras Koivukoskenhaara du fleuve Kymijoki. 
Kaukola est principalement une quartier de maisons individuelle, mais il compte aussi des maisons mitoyennes et un immeuble résidentiel.
Kaukola comprend aussi le quartier résidentiel de Katajasuo.

## Transports
Kaukola est desservi par les lignes de bus :
- 5PA Pernoo-Sutela
- 2 Norskankatu-Jäppilä